# Turbulences 2
Série
Turbulences à 30 000 pieds
(1997) Turbulences 3
(2001)
Pour plus de détails, voir Fiche technique et Distribution.
Turbulences 2 (Turbulence 2: Fear of Flying) est un film américain réalisé par David Mackay et diffusé en 1999.

## Fiche technique
- Titre : Turbulences 2
- Titre original : Turbulence 2: Fear of Flying
- Réalisation : David Mackay
- Scénario : Rob Kerchner, Brendan Broderick et Kevin Bernhardt
- Musique : Don Davis
- Photographie : Gordon Verheul
- Montage : Bret Marnell
- Production : Mike Elliott
- Société de production : Trimark Pictures et Capital Arts Entertainment
- Société de distribution : Trimark Pictures (États-Unis)
- Pays :  États-Unis
- Genre : Action, thriller et catastrophe
- Durée : 101 minutes
- Dates de sortie : 
  -  Russie : 1er septembre 1999
  -  États-Unis : 12 septembre 2000

## Distribution
- Craig Sheffer : Martin
- Jennifer Beals : Jessica
- Tom Berenger : Sikes
- Jeffrey Nordling : Elliot
- Jay Brazeau : Harold
- Daryl Shuttleworth (en) : Captain
- Paul Jarrett : Vaclav
- Andrew Kavadas : Bell
- Chilton Crane : Hazel
- Peter Kelamis : Mazzo
- Tim Henry : Dickson
- Hiro Kanagawa : Controller
- Jill Teed : Kit
- Tamara Phillips : Hobbs
- Jody Thompson : Stacey
- Peter Wilds : Stanley
- Avery Raskin : Wilcox
- Howard Siegel : Blake
- Claire Riley : Peggy
- Dillon Moen : Trevor
- Douglas Newell : Kessler
- Donna Peerless : Mildred
- Andrew McIlroy : Brewster
- Scott Owen : Lenny
- Bethoe Shirkoff : Senior Citizen #1
- Joyce Erickson : Senior Citizen #2
- Zinaid Memisevic : Jan
- Tom Shorthouse : Ralph
- Mike Dopud : Petr
- D. Neil Mark : Naval Officer
- Adrian Formosa : Henchman
- Dean McKenzie : SWAT Leader
- Drew Reichelt : Mechanic
- Warren Takeuchi : Ambulance Attendant
- Katrina Matthews : Michelle
- Vitaly Kravchenko : Josef
- Simon Longmore : Copilote
- Robin Avery : Navigator
- Biski Gugshe : Ambulance Driver